# Kingfish (bedrijf)

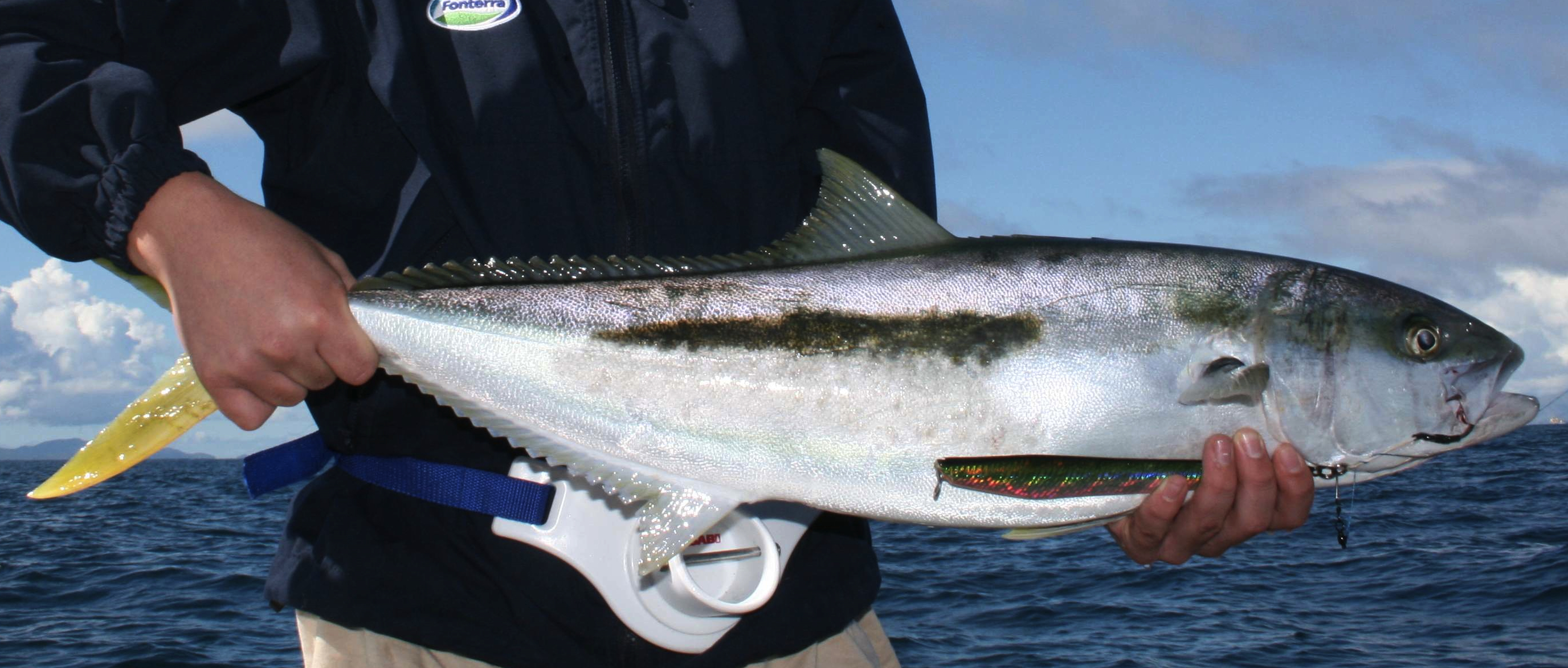
Geelstaartkoningsvis

Kingfish is een in 2015 opgericht visbedrijf en produceert de geelstaartkoningsvis in de Nederlandse provincie Zeeland. Deze vis wordt door het bedrijf gecommercialiseerd als Dutch Yellowtail. Het bedrijf heeft een capaciteit van 3500 ton vis op jaarbasis per jaareinde 2023. De aandelen staan sinds november 2020 genoteerd aan de Euronext Oslo Børs.

## Geschiedenis
Het bedrijf werd in 2015 opgericht door Ohad Maiman, Kees Kloet en Hans den Bieman met het doel geelstaart te kweken. Seriola lalandi is een straalvinnige roofvis die maximaal twee meter lang kan worden. De vis komt in het wild voor in relatief warme wateren. De wildvangst is beperkt, maar de vis wordt veel gekweekt in onder andere Japan, Australië en Nederland. Een van de toepassingen is in sashimi.
In september 2016 werd begonnen met de bouw van de eerste productielocatie in de provincie Zeeland. Een jaar later werd de eerste vis naar de markt gebracht. De activiteiten worden uitgevoerd op 100% hernieuwbare energie. De capaciteit van de faciliteit in Zeeland is stapsgewijs vergroot naar 3500 ton per jaar in het tweede halfjaar van 2022. Het bedrijf maakt geen gebruik van antibiotica.
Kingfish heeft vergunning gekregen voor de bouw van een tweede faciliteit in Jonesport in de Amerikaanse staat Maine. Eenmaal gereed heeft de faciliteit een capaciteit van 8500 ton op jaarbasis.

## Resultaten
In 2022 behaalde Kingfish een omzet van iets meer dan 18 miljoen euro. Er werd in dat jaar 1435 ton vis verkocht, bijna een verdrievoudiging ten opzichte van 2020 toen de verkopen op 467 ton uitkwamen. In 2022 bedroegen de investeringen 53 miljoen euro, dit hoge bedrag kwam door de uitbreiding van de capaciteit in Nederland en de bouwactiviteiten in Maine. In 2023 daalden de investeringen naar 21 miljoen euro. Het bedrijfsresultaat was minder negatief in vergelijking tot 2022, maar de rentekosten waren hoger waardoor het verlies in 2023 hoger uitkwam dan in het jaar ervoor.
| Jaar | Omzet      | Bedrijfs- resultaat | Netto- resultaat | Verkoop- volume (× ton) | Marktprijs Geelstaart in €/kg | Medewerkers (in fte) |
| Jaar | (× € 1000) | (× € 1000)          | (× € 1000)       | Verkoop- volume (× ton) | Marktprijs Geelstaart in €/kg | Medewerkers (in fte) |
| ---- | ---------- | ------------------- | ---------------- | ----------------------- | ----------------------------- | -------------------- |
| 2020 | 4973       | –3601               | –4009            | 467                     | 10,8                          | 59                   |
| 2021 | 10.371     | –7932               | –6261            | 902                     | 11,5                          | 95                   |
| 2022 | 18.738     | –7596               | –7313            | 1435                    | 13,1                          | 137                  |
| 2023 | 21.910     | –4951               | –9961            | 1457                    | 15,1                          | 134                  |
| 2024 | 27.698     | –22.352             | –30.783          | 1992                    | 13,9                          | 134                  |